# Thordarhyrna
Thordarhyrna (em islandês: Þórðarhyrna) é um dos sete vulcões subglaciais localizados sob a geleira de Vatnajokull na Islândia.

## Erupções
Sua última erupção foi em 1910 e antes disso em 1903. Uma erupção em +/- 3550 a.C. despejou 150 milhões de metros cúbicos de lava na área de Bergvatnsarhraun no sul de Thordarhyrna. Uma erupção de 1887 a 1889 a erupção teve nível 2 no Índice de Explosividade Vulcânica.

## Geologia
Há uma interação mecânica entre Thordarhyrna e o vulcão Grimsvötn, apesar destes vulcões estarem relativamente distantes, isso significa que a erupção em 1902-1904 foi combinada com uma erupção de Grimsvötn e teve um Índice de Explosividade Vulcânica de nível 4.
Uma falha é executada a (N.35 °O) de Thordarhyrna em direção a Hamarinn e separa duas regiões tectônicas diferentes.